# Tropidophis curtus
Espèce
Synonymes
- Ungualia curta Garman, 1887
- Tropidophis canus curtus (Garman, 1887)
- Tropidophis canus androsi Stull, 1927
- Tropidophis curtus androsi Stull, 1927
- Tropidophis pardalis barbouri Bailey, 1937
- Tropidophis canus barbouri Bailey, 1937
- Tropidophis curtus barbouri Bailey, 1937

Statut CITES
Tropidophis curtus est une espèce de serpents de la famille des Tropidophiidae.

## Répartition
Cette espèce est endémique des Bahamas.

## Description
C'est un serpent vivipare.

## Publications originales
- Bailey, 1937 : A review of some recent Tropidophis material. Proceedings of the New England Zoological Club, vol. 16, p. 41-52.
- Garman, 1887 : On West Indian reptiles in the Museum of Comparative Zoology at Cambridge, Massachusetts. Proceedings of the American Philosophical Society, vol. 24, p. 278-286 (texte intégral).
- Stull, 1927 : A revision of the genus Tropidophis. Occasional Papers of the Museum of Zoology University of Michigan, vol. 195, p. 1-52 (texte intégral).